# Fassale
Fassale es una comuna o municipio del departamento de Bassikounou, en la región de Hodh el Charqui, en Mauritania. En marzo de 2013 presentaba una población censada de 68 927 habitantes.
Se encuentra ubicada al sureste del país, sobre el desierto del Sahara, cerca de la frontera con Malí.